# 拉莫特圣马丁
拉莫特圣马丁（法語：La Motte-Saint-Martin）是法国伊泽尔省的一个市镇，位于该省东南部，属于格勒诺布尔区。该市镇总面积14.64平方公里，2009年时的人口为409人。

## 人口
拉莫特圣马丁人口变化图示